# Gustav Gross (homme politique, 1856)
Pour les articles homonymes, voir Gustav Gross.
Gustav Gross (parfois orthographié Gustav Groß en allemand) (12 juin 1856 à Reichenberg, Bohême - 23 février 1935 à Vienne) était un homme politique national libéral allemand de Bohème.

## Biographie
Gustav Gross est né le 12 juin 1856 à Reichenberg, dans le Royaume de Bohême, une partie de l'Empire autrichien. Son père, Gustav Robert Groß, était un industriel des chemins de fer, et un participant au Parlement de Francfort, dans le cadre des révolutions de 1848 à travers la Confédération allemande. Gustav Gross a étudié l'économie politique aux universités de Vienne et de Berlin. De 1877 à 1881, il est fonctionnaire politique dans la province de Basse-Autriche et, à partir de 1885, privatdozent (professeur indépendant) d'économie politique à l'université de Vienne. Il s'installe ensuite à Iglau, et devient membre de la "Diète du margraviat de Moravie". En 1889, il est élu à la Chambre des députés (en allemand: Abgeordnetenhaus), la chambre basse du Conseil impérial (en allemand: Reichsrat). Il représente la ville d'Iglau en tant que libéral allemand. Pendant qu'il était à la Chambre des députés, il est devenu le porte-parole de tous les Allemands de souche au Conseil. Il était membre de la Ligue des écoles allemandes, dont il a été le président à partir de 1885. Gross était également un biographe de Karl Marx.

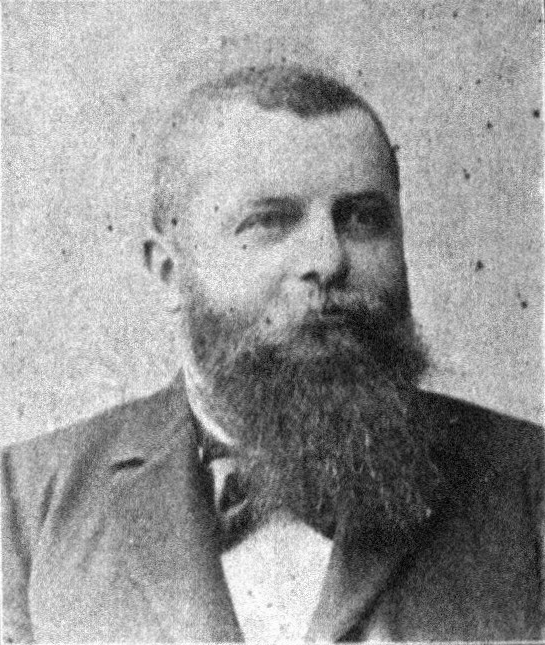
Gustav Groß en 1907.

À partir de 1911, Gross est président du Deutscher Nationalverband, une large coalition de partis politiques allemands nationalistes et libéraux qui s'est formée pour se présenter aux élections de 1911 au Conseil impérial. Malgré cela, le Conseil est suspendu après l'éclatement de la Première Guerre mondiale en 1914. Gross sera ensuite président de la Chambre des députés en 1917-1918, pendant les derniers jours de l'Autriche-Hongrie, vers la fin de la guerre. En sa qualité de président de la Chambre des députés, Gustav Gros a prononcé le "discours de clôture de neuf minutes" lors de la session du 12 novembre 1918, au lendemain de l'abdication de l'empereur Charles Ier. Comme proposé par Gross, une motion "visant à voter pour qu'il n'y ait pas de jour pour la prochaine session" (keinen Tag für die nächste Sitzung zu bestimmen) a été adoptée. Après dix minutes, la session est terminée, tout comme le Conseil impérial. Le lendemain, le Conseil est remplacé par l'"Assemblée nationale provisoire", qui proclame la République d'Autriche allemande.
En tant que président du Parti populaire de la Grande Allemagne, Gros a été membre de l'Assemblée nationale provisoire du 21 octobre 1918 au 16 février 1919. Il représentait les Allemands de Moravie, qui n'ont finalement pas pu continuer à faire partie de l'Autriche allemande, car cela était interdit par les puissances alliées. Au lieu de cela, la nouvelle République tchéco-slovaque, qui avait occupé militairement les terres habitées par les Allemands en Moravie et en Bohème, s'est vu accorder ces terres. Les Allemands de ces territoires ne sont pas autorisés à participer à l'élection de l'Assemblée constitutionnelle autrichienne en 1919. La proposition de Vienne de nommer des députés allemands pour ces régions a dû être écartée.
Gross est décédé le 23 février 1935 à Vienne.

## Travaux
- (de) Die Lehre vom Unternehmergewinn. Duncker & Humblot, Leipzig, 1884
- (de) Gustav Groß, « Marx, Karl », dans Allgemeine Deutsche Biographie (ADB), vol. 20, Leipzig, Duncker & Humblot, 1884, p. 541-549
- (de) Karl Marx: Eine Studie. Duncker & Humblot, Leipzig, 1885
- (de) Wirtschaftsformen und Wirtschaftsprinzipien. Ein Beitrag zur Lehre von Organisation der Volkswirtschaft. Duncker & Humblot, Leipzig, 1888
- (de) Die Internationale des Geistes. Arbeitsgemeinschaft für staatsbürgerliche u. wirtschaftliche Bildung, Berlin, 1919
- (de) Die internationalen Agrarkrisen nach dem Kriege. Kern & Birner, Frankfurt a.M., 1933

## Source
- (en) Cet article est partiellement ou en totalité issu de l’article de Wikipédia en anglais intitulé « Gustav Groß » (voir la liste des auteurs).

## Littérature
- (de) Gross, Gustave. Dans : Der große Brockhaus in 12 volumes. 16e éd., tome 5, Gp - Iz, Wiesbaden 1954
- (de) "Gross, Gustav", dans le Österreichisches Biographisches Lexikon 1815–1950 (ÖBL). Vol. 2, Académie autrichienne des sciences, Vienne 1959, p. 73.
- (de) Brigitte Deschka : Dr. Gustav Groß, Vienne 1966